# Aritranis confector
Aritranis confector är en stekelart som först beskrevs av Johann Ludwig Christian Gravenhorst 1829.  Aritranis confector ingår i släktet Aritranis, och familjen brokparasitsteklar. Arten är reproducerande i Sverige.